# Толло
Толло (итал. Tollo) — коммуна в Италии, расположена в регионе Абруццо, подчиняется административному центру Кьети.
Население составляет 4174 человека, плотность населения составляет 298 чел./км². Занимает площадь 14 км². Почтовый индекс — 66010. Телефонный код — 0871.
Покровителями коммуны почитаются Пресвятая Богородица, san Pasquale, святая Мария из Вифинии, san Rocco, святая Лукия Сиракузская, дни празднования: первое воскресение августа, 17 мая, 17 июля, 16 августа, 13 декабря.